# Championnats du monde de triathlon cross 2024
Navigation
Édition précédente Édition suivante
Les championnats du monde de triathlon cross 2024 se déroulent le 20 août 2024 à Townsville en Australie. Ils sont organisés dans le cadre du Multisport World Championship qui réunit plusieurs championnats mondiaux de sports gérés par la World Triathlon. Les triathlètes élites s'affrontent lors d'une épreuve sur distance M, comprenant 1000 mètres de natation, 20 km de vélo tout terrain (VTT) et six km de course à pied hors route. La rencontre internationale propose également lors de cette journée, des compétitions cross pour les catégories U23 (espoir) et classe d'âge (amateur).

## Palmarès
Les tableaux présentent les podiums des championnats du monde.

### Élites
| Position           | Triathlète       | Pays             | Temps           |
| ------------------ | ---------------- | ---------------- | --------------- |
| Médaille d'or      | Michele Bonacina | Italie           | 1 h 26 min 23 s |
| Médaille d'argent  | Sam Osborne      | Nouvelle-Zélande | 1 h 28 min 12 s |
| Médaille de bronze | Benjamin Forbes  | Australie        | 1 h 28 min 32 s |

| Position           | Triathlète     | Pays      | Temps           |
| ------------------ | -------------- | --------- | --------------- |
| Médaille d'or      | Marta Menditto | Italie    | 1 h 40 min 59 s |
| Médaille d'argent  | Romy Spoelder  | Pays-Bas  | 1 h 41 min 17 s |
| Médaille de bronze | Maeve Kennedy  | Australie | 1 h 41 min 50 s |